# Pseudomurarka żmijowcowa
Pseudomurarka żmijowcowa, murarka żmijowcowa (Hoplitis adunca) − gatunek pszczoły z rodziny miesierkowatych (Megachilidae).
Gatunek oligolektyczny, samice zbierają pyłek z przedstawicieli rodzajów Echium i Pontechium. Pszczoła samotna.